# Католицька церква на Кіпрі
Като́лицька це́рква на Кі́прі — друга християнська конфесія Кіпру. Складова всесвітньої Католицької церкви, яку очолює на Землі римський папа. Керується конференцією єпископів. Станом на 2004 рік у країні нараховувалося близько 10 000 католиків (1,28% від усього населення). Існувало 1 діоцезій, які об'єднували 9 церковних парафій.  Кількість  священиків — 7 (з них представники секулярного духовенства — 5, члени чернечих організацій — 2), постійних дияконів — 0, монахів — 5, монахинь — 3.

## Галерея

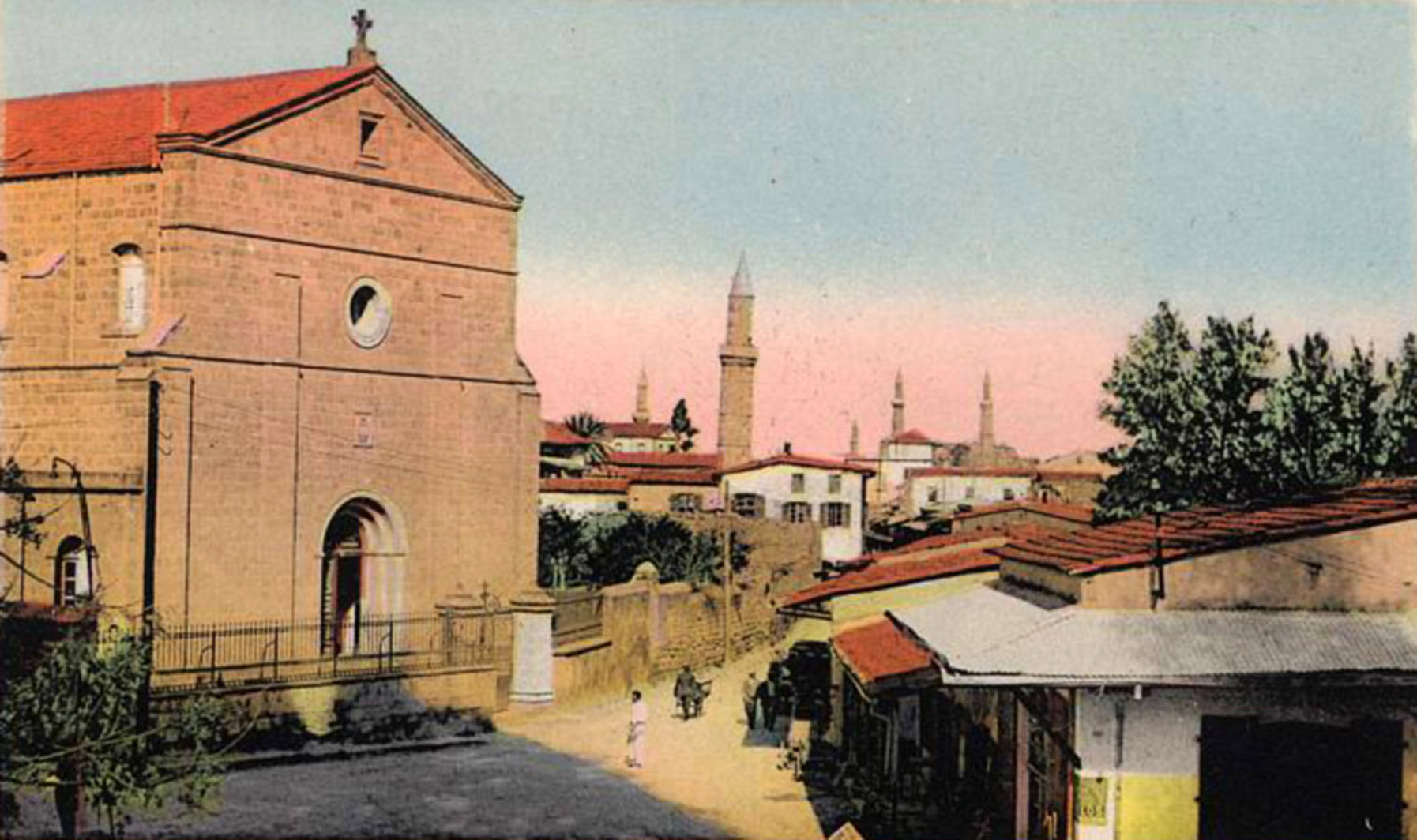
Церква Святого Хреста в Нікосії (початок XX століття)